# Хоуп-Джонстон, Джон Джеймс (1842-1912)
Джон Джеймс Хоуп-Джонстон (англ. John James Hope-Johnstone, 8th Earl of Annandale and Hartfell; 5 октября 1842 — 26 декабря 1912) — шотландский политик, член консервативной партии.

## Биография
Родился 5 октября 1842 года. Старший сын Уильяма Джеймса Хоупа-Джонстона (1819—1850) и достопочтенной Октавии Софии Босвилл Макдональд (? — 1897), дочери генерал-лейтенанта Годфри Босвилла Макдональда, 3-го барона Макдональда из Слита и Луизы Марии ла Кост. Он получил образование в Итонском колледже.
С 1874 по 1880 год — Джон Джеймс Хоуп-Джонстон заседал в Палате общин Великобритании от Дамфрисшира.
Капитан гренадерского гвардейского полка.
11 июля 1876 года после смерти своего деда Джон Джеймс Хоуп-Джонстон унаследовал титулы де-юре 8-го графа Аннандейла и Хартфелла и де-юре 8-го лорда Джонстона, а также должности наследственного управляющего Аннандейла и наследственного хранителя дворца Лохмабен.
В декабре 1876 года он продолжил петицию в Палате лордов, поданную его дедом, о признании за ним титула графа Аннандейла и Хартфелла. В 1877 году он был признан психически неуравновешенным. В мае 1879 года его претензии на графский титул был отклонены Палатой лордов.
Джон Джеймс Хоуп-Джонстон скончался 26 декабря 1912 года в возрасте 70 лет, будучи неженатым. Ему наследовал его племянник, Эвелин Уэнтуорт Хоуп-Джонстон (1879—1964), старший сын капитана Перси Александра Хоупа-Джонстона (1845—1899) и внук Уильяма Джеймса Хоупа-Джонстона (1819—1850), ставший де-юре 9-м графом Аннандейл и Хартфелл.